# جيمس فيري
جيمس فيري (بالإنجليزية: James Phiri)‏ هو لاعب كرة قدم زامبي في مركز حراسة المرمى، ولد في 13 فبراير 1968 في لوساكا في زامبيا، وتوفي في 5 يناير 2001. شارك مع منتخب زامبيا لكرة القدم. أما مع النوادي، فقد لعب مع كينغداو جونون ونادي زاناكو.

## وصلات خارجية
- جيمس فيري على موقع الاتحاد الدولي (مؤرشف)  (الإنجليزية)
- جيمس فيري على موقع قاعدة بيانات كرة القدم.إي يو (الإنجليزية)
- جيمس فيري على موقع ناشيونال فوتبول تيمز (الإنجليزية)